# Molly Bloom
Molly Bloom es un personaje ficticio que aparece en la novela Ulises de James Joyce. Se trata de la esposa del protagonista, Leopold Bloom, y se corresponde más o menos simbólicamente con la Penélope de la Odisea de Homero. La mayor diferencia entre Molly y Penélope es que mientras que esta permanece fiel a su marido todo el tiempo, Molly lo traiciona con otro hombre. Tiene un romance con el personaje de Hugh 'Blazes' Boylan, tras diez años de celibato, impuesto por ella, en su matrimonio con Bloom.
Es opinión común -aunque no muy fundada- que Joyce modeló el personaje inspirándose en su propia mujer, Nora Barnacle; más aún, el día en que transcurre la novela —16 de junio de 1904, ahora llamado Bloomsday— se corresponde con la primera cita que tuvo Joyce con Nora en Dublín. Los críticos apuntan a otra mujer como modelo para Molly. Se trata de Amalia Popper, una de las alumnas de Joyce, a la que el escritor enseñaba inglés cuando vivía en Trieste (Italia). Amalia Popper era la hija de un hombre de negocios judío llamado Leopoldo Popper. Joyce escribió sobre su flirteo con Amalia Popper en el manuscrito poético publicado póstumamente titulado Giacomo Joyce, de cuyas imágenes y temas se sirvió para sus novelas Ulises y Retrato del artista adolescente.
El personaje Molly, apodo de Marion, nació en Gibraltar en 1870, y era hija del Comandante Tweedy y de Lunita Laredo. Molly y Leopold se casaron en 1888. Molly tuvo una hija, Milly Bloom, quien, a la edad de 15 años, deja su casa para estudiar fotografía. Tuvo también un hijo, Rudy Bloom, que murió a los once días de nacer. Su muerte causó en Molly el trauma que le impide mantener relaciones sexuales con su marido. En Dublín, Molly es una cantante lírica de cierta reputación.
El capítulo final de Ulises, capítulo compuesto de ocho largas "frases" que sólo tiene dos signos de puntuación, un punto al finalizar la cuarta "frase" y el otro al final del capítulo, es llamado a menudo el "Soliloquio de Molly Bloom". Se trata de un largo y atropellado monólogo interior que en español ocupa unas 90 páginas. En él, Molly da rienda suelta a su imaginación y su memoria, mientras yace en el lecho junto a Leopold.
En la novela Elizabeth Costello, del novelista sudafricano J. M. Coetzee, se retrata a la escritora ficticia E. Costello como autora de una novela imaginaria, The House on Eccles Street ("La casa de Eccles Street", toma su nombre de 7 Eccles Street, casa donde viven los Bloom en Ulises); esta novela es escrita desde el punto de vista de Molly Bloom.
En castellano existe una adaptación dramática del monólogo de Molly Bloom llevada a cabo por José Sanchis Sinisterra, con el título La noche de Molly Bloom.
Una nueva adaptación del epílogo de la novela de Joyce  llevada a cabo  por la actriz y dramaturga Henar Frías con el título "Molly Bloom" , con forma de monólogo interior  avalada y apreciada por la fidelidad del texto y por la maestría interpretativa de la reconocida actriz Henar Frías fue producida por ToBeFree Producciones y puesta en escena en España  en noviembre de 2015 en el Teatro Echegaray de Málaga, donde la producción cosechó un éxito sin precedente.
Un año después, esta misma producción y con la misma actriz se representó durante diciembre de 2016  en el Teatro Zorrilla de Valladolid,  posteriormente, en  abril de 2017 en el Teatro Real Carlos III de Aranjuez.
No fue hasta dos años después , cuando esta misma versión fue solicitada para inaugurar la primera edición del FAT ( Festival Andaluz de Teatro), celebrado en la ciudad de Málaga durante el mes de septiembre de 2019, inaugurando y abriendo  también , II Festival de Teatro del Concejo de Llanes (Asturias) en octubre de 2020 bajo la producción de ToBeFree Producciones.
El culmen al reconocimiento para esta producción de ToBeFree Producciones con  la puesta en escena de "Molly Bloom", interpretada por Henar Frías y dirigida por Ruben Tobías, fue la apertura de la temporada teatral en el gran TEATRO SOLÍS de Montevideo ( Uruguay) durante el mes de Febrero de 2020 que culminó con la nominación a “ mejor producción extranjera” y “mejor unipersonal femenino” para la actriz Henar Frías en los premios teatrales más relevantes de toda América Latina como es el Premio Florencio  en 2020 tras  conseguir excelentes críticas en los diarios nacionales de Montevideo, acudiendo a su estreno numerosas personalidades del mundo de la cultura  como la  veterana y reconocida actriz uruguaya Estela Medina,  miembros de la Embajada de España en Uruguay y del Consulado Español e irlandés.
En Madrid, en Las Naves del Español  fue nuevamente  representada durante todo el mes de diciembre de 2021 obteniendo nuevamente ,tanto la adaptación del clásico de Joyce como la interpretación de la actriz Henar Frías magníficas críticas en todos los medios especializados y prensa nacional.   
La canción de Kate Bush titulada "The Sensual World" está basada en el monólogo de Molly Bloom.
'Molly Bloom's' es el nombre de un pub irlandés en la ciudad española de La Línea de la Concepción, localidad cercana a la frontera con Gibraltar. También lleva ese nombre una cadena de pubs en el sur de Ontario, Canadá.